# سهیل‌المحلف

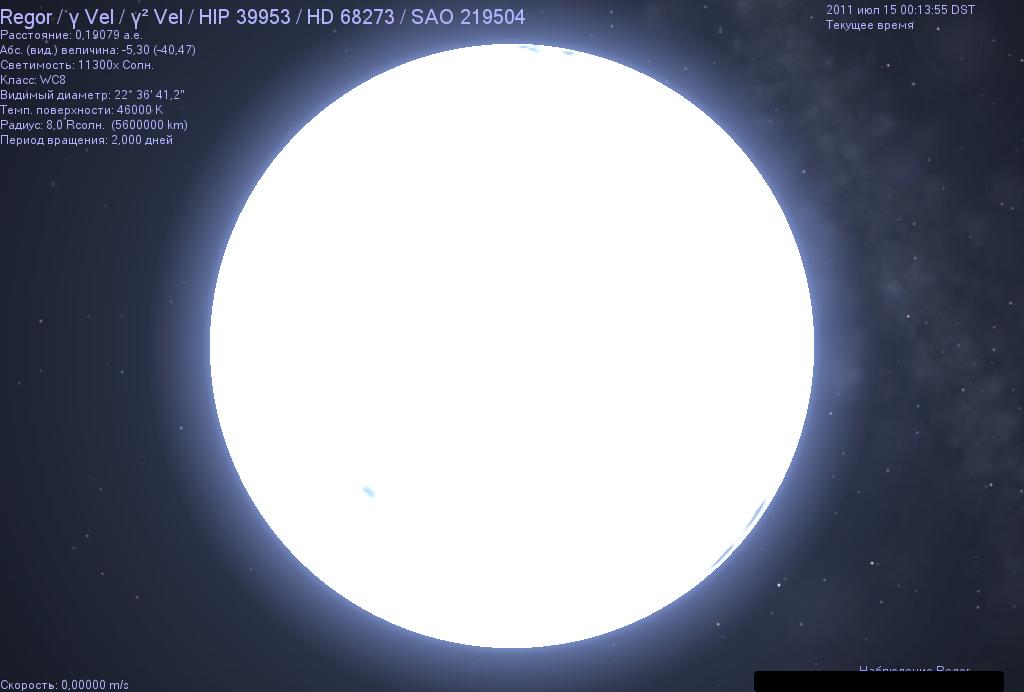
نمایی از ستارهٔ سُهیل‌المُحلف، تصویر از سلستیا

سُهیل‌المُحلف یا گاما بادبان یک ستارهٔ ولف رایت در صورت فلکی بادبان است. این ستاره که با قدر ظاهری حدود ۱٫۷۵ در آسمان می‌درخشد پرنورترین ولف رایت آسمان شب است.